# Henryk II Dobry

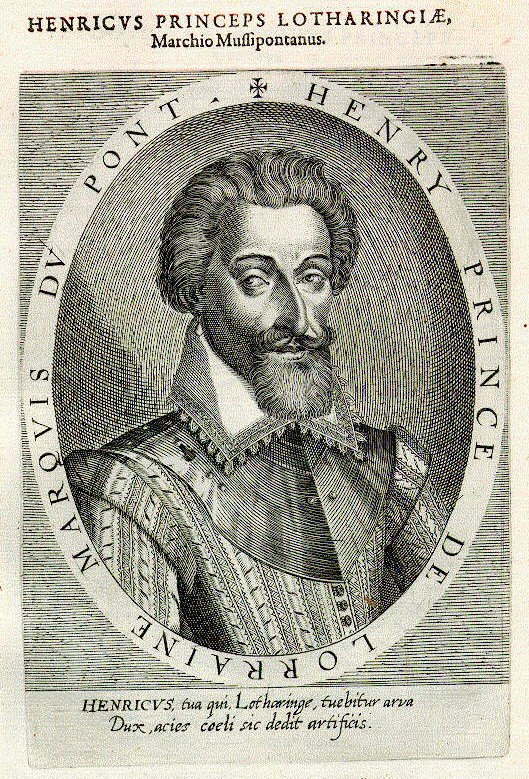

Henri II le Bon (ur. 8 listopada 1563 w Nancy, zm. 31 lipca 1624 tamże) – książę Lotaryngii i Baru.
Urodził się jako najstarszy syn księcia Lotaryngii Karola III Wielkiego i jego żony księżnej Klaudii Walezjuszki – córki króla Francji Henryka II. Na tron wstąpił po śmierci ojca 14 maja 1608.
31 stycznia 1599 w Saint-Germain-en-Laye poślubił infantkę Nawarry – Katarzynę Burbon (1559–1604). Z tego związku nie miał dzieci.
26 kwietnia 1606 w Mantui ożenił się po raz drugi z księżniczką Mantui Małgorzatą Gonzagą. Para miała cztery córki:
- córkę (1607–1607)
- Nicole (1608–1657), kolejną księżną–monarchinię Lotaryngii
- córkę (1611–1611),
- księżniczkę Klaudię (1612–1648), późniejszą księżną–małżonkę Lotaryngii

Miał również dwóch nieślubnych synów:
- Henryka (?–1626), opata w Saint-Michel i Pierremont.
- Karola (?–1631), hrabiego de Briey